# Canon de 105 mle 1913 Schneider
Canon de 105 mle 1913 Schneider var en fransk fältkanon, tagen i bruk vid franska armén 1913.
Putilovkoncernens tillgångar övertogs i början av 1900-talet av den franska firman Schneider & Cie. I arsenalen i Sankt Petersburg upptäckte de en kanon avsedd för den ryska 107 mm granaten. Undersökningar av kanonen visade att den hade en utmärkt räckvidd, och företagsledningen beslutade sig att med kanonen som förebild tillverka en modell i den franska 105 mm kalibern för att erbjuda den franska staten att köpa in kanonen. Franska staten var dock tämligen ointresserade, de hade gott om Canon de 75 modèle 1897 och enligt den franska doktrinen behövdes inga tyngre pjäser. Efter mycket lobbyverksamhet från Schneider & Cie gav man dock med sig och köpte 1913 in ett mindre antal av kanonen, som fick tjänsteförkortningen L 13 S. Med utbrottet av första världskriget blev dock problemen med Canon de 75 modèle 1897 uppenbara. Dess korta räckvidd, flacka projektilbana och lätta granat gav tydliga problem och de fåtaliga L 13 S-pjäserna eftertraktade. Schneider & Cie fick snart arbeta för att leverera fler pjäser så snart det gick. L 13 S var dock betydligt otypligare än 75 mm-kanonerna. Oftast krävdes ett spann av åtta hästar för transport. I eldställning bestod servisen vanligen av åtta soldater, varav de flesta hanterade ammunitionen. Att det var en kanon med relativt flack projektilbana gjorde också att granaterna hade svårt att tränga ned i skyttegravarna, men för artilleribekämpning var den mycket användbar. Ett mindre antal kanoner överlämnades under första världskriget till belgiska armén, som använde dem vid försvaret av sina ställningar vid floden Leie. Efter 1918 skänktes eller såldes L 13 S-kanoner till Italien, där de fick namnet Cannone da 105/28, andra levererades till Jugoslavien. En del hamnade i den polska armén. De flesta av pjäserna var fortfarande i aktiv tjänst då andra världskriget bröt ut. Många franska L 13 S hamnade 1940 i tyska händer och användes för strandförsvar i Atlantvallen under beteckningen 10,5 cm Kanone 331 (f) eller K 33 (f).